# Self-Transcendence 3100 Mile Race

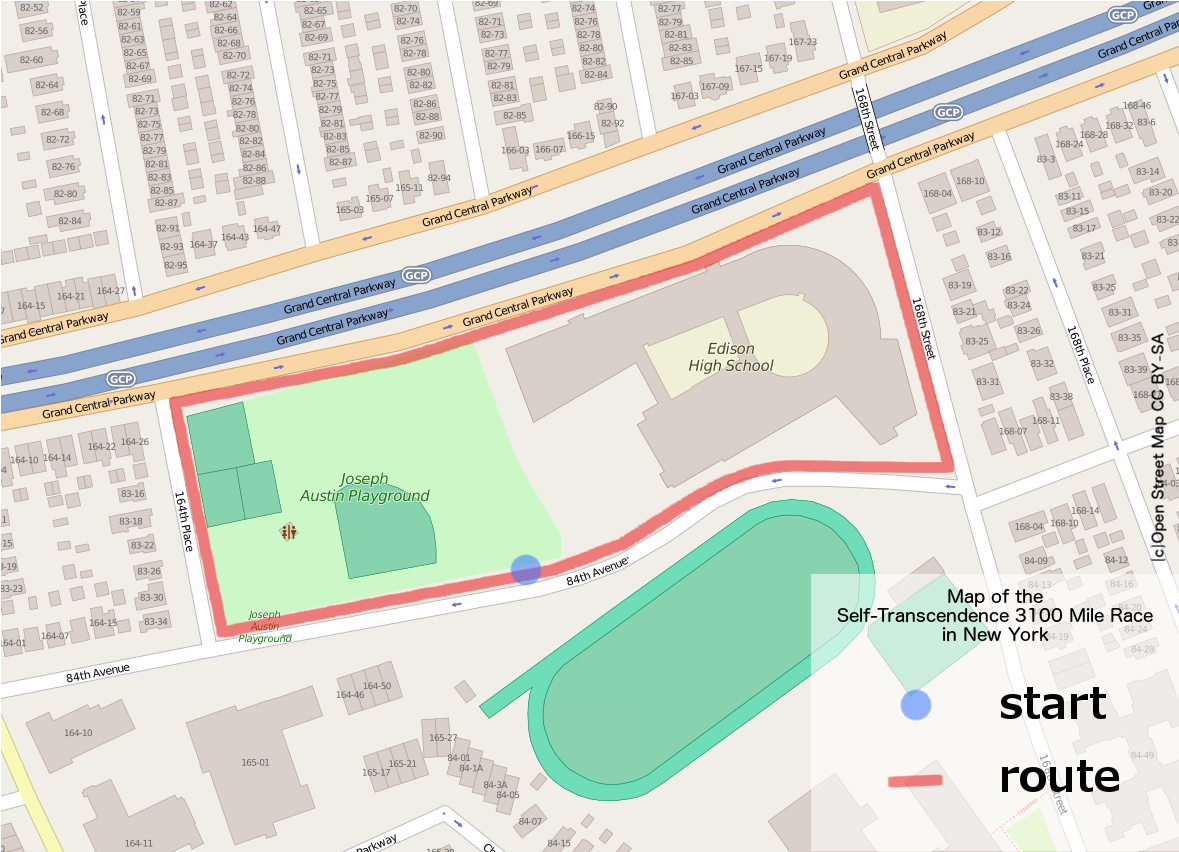
Karte

Das Self-Transcendence 3100 Mile Race (3100-Meilen-Rennen der Selbstüberschreitung) ist der längste zertifizierte Lauf der Welt. Die Streckenlänge beträgt 3100 Meilen (4989 km). Er findet jährlich zwischen Juni und August statt und ist ein Straßenlauf. Er wird vom Sri Chinmoy Marathon Team organisiert. Der Lauf findet in New York, QueensKoordinaten: 40° 42′ 56″ N, 73° 47′ 59″ W um einen Häuserblock mit einer Strecke von 883 m statt. Die Läufer versuchen innerhalb von 51 Tagen diese Strecke 5649 mal zu laufen, um die Distanz von 3100 Meilen zu bewältigen. Bis ins Jahr 2014 haben dies 37 Läufer geschafft.

## Geschichte

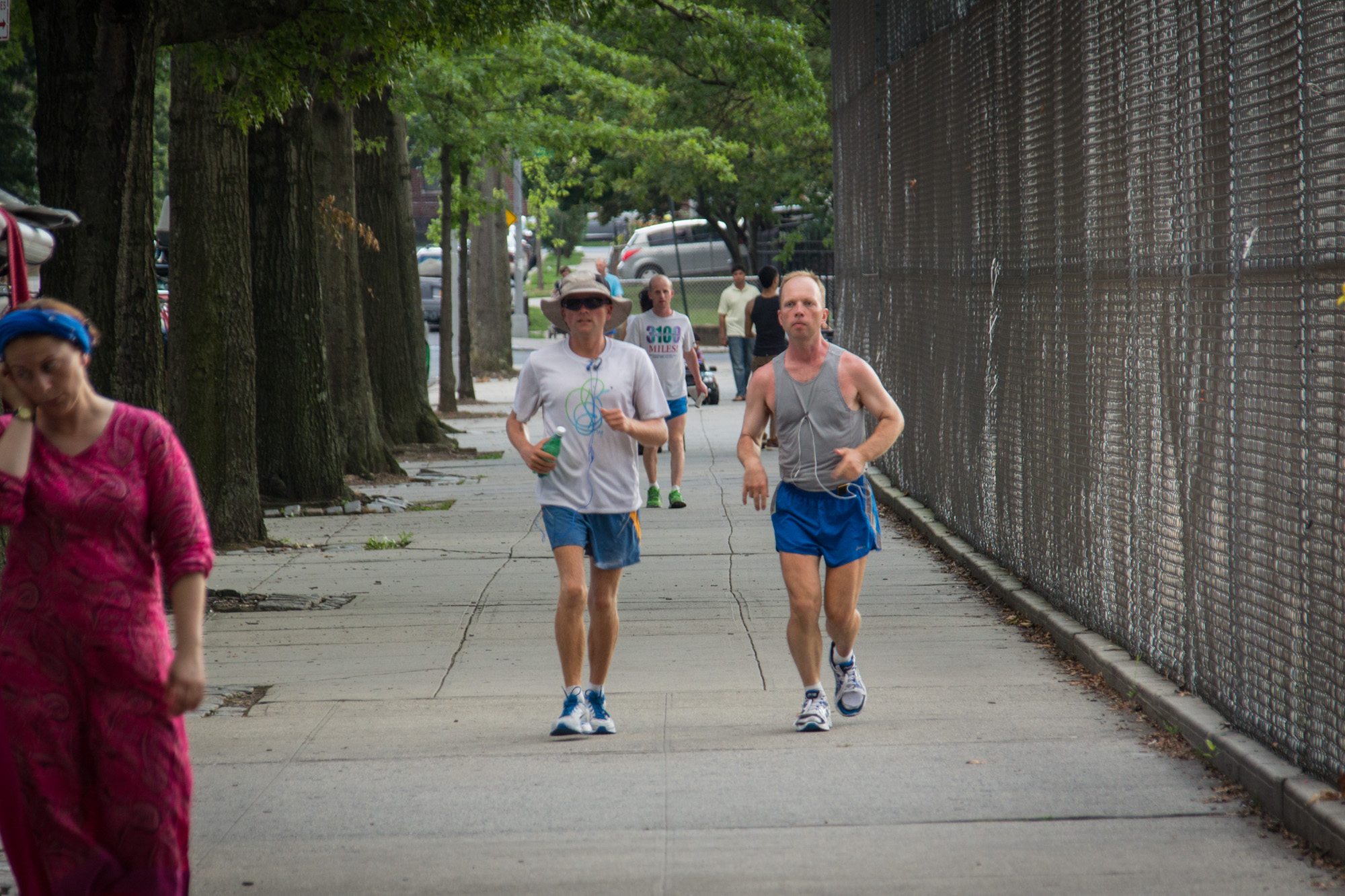
2012

Seit 1985 wurden Läufe vom SCM-Team organisiert, die über Strecken von 700, 1000, 1300 Meilen führten, sowie 6- und 10-Tage-Läufe. 1996 gründete Sri Chinmoy den 2700-Meilen-Lauf (4345 km). Bei der Siegerveranstaltung wurde bekannt gegeben, dass im darauffolgenden Jahr ein 3100-Meilen-Lauf veranstaltet wird. Er soll Läufern die Möglichkeit geben, über ihre Grenzen hinauszugehen, woher auch der Name dieses Laufes stammt. Der Lauf findet seitdem jährlich über diese Distanz statt. 2020 wurde er aufgrund der COVID-19-Pandemie vom 13. September bis 3. November in Salzburg, Österreich ausgetragen.

## Rekorde
2006 lief Madhupran Wolfgang Schwerk die Strecke in der Zeit von 41:08:16:29. Damit stellte er 74 neue Weltrekorde innerhalb von 1400 Meilen bis 5000 km auf.

## Siegerliste
| Datum | Distanz | Männer                 | Männer                         | Männer                                  | Frauen             | Frauen                 | Frauen                                  |
| Jahr  | Meilen  | Land                   | Athleten                       | Zeit (Tage, Stunden, Minuten, Sekunden) | Land               | Athletinnen            | Zeit (Tage, Stunden, Minuten, Sekunden) |
| ----- | ------- | ---------------------- | ------------------------------ | --------------------------------------- | ------------------ | ---------------------- | --------------------------------------- |
| 1997  | 3100    | Vereinigte Staaten     | Edward Kelley                  | 47:15:19:56                             | Vereinigte Staaten | Suprabha Beckjord      | 51:02:09:56                             |
| 1998  | 3100    | Ungarn                 | István Sipos                   | 46:17:02:06                             | Vereinigte Staaten | Suprabha Beckjord -2-  | 49:14:30:54                             |
| 1999  | 3100    | Vereinigte Staaten     | Edward Kelley -2-              | 48:12:42:46                             | Vereinigte Staaten | Suprabha Beckjord -3-  | 51:14:16:17                             |
| 2000  | 3100    | Finnland               | Ashprihanal Aalto              | 47:13:29:55                             | Vereinigte Staaten | Suprabha Beckjord -4-  | 54:15:51:34                             |
| 2001  | 3100    | Finnland               | Ashprihanal Aalto -2-          | 48:10:56:12                             | Vereinigte Staaten | Suprabha Beckjord -5-  | 52:10:37:42                             |
| 2002  | 3100    | Deutschland            | Madhupran Wolfgang Schwerk     | 42:13:24:03                             | Vereinigte Staaten | Suprabha Beckjord -6-  | 51:12:08:06                             |
| 2003  | 3100    | Serbien und Montenegro | Namitabha Arsic                | 49:02:24:45                             | Vereinigte Staaten | Suprabha Beckjord -7-  | 56:03:00:22                             |
| 2004  | 3100    | Finnland               | Ashprihanal Aalto -3-          | 46:06:55:11                             | Vereinigte Staaten | Suprabha Beckjord -8-  | 55:13:13:00                             |
| 2005  | 3100    | Serbien und Montenegro | Srdjan Stojanovich             | 46:10:51:16                             | Vereinigte Staaten | Suprabha Beckjord -9-  | 63:04:23:28                             |
| 2006  | 3100    | Deutschland            | Madhupran Wolfgang Schwerk -2- | 41:08:16:29                             | Vereinigte Staaten | Suprabha Beckjord -10- | 60:04:35:24                             |
| 2007  | 3100    | Finnland               | Ashprihanal Aalto -4-          | 43:04:26:32                             | Vereinigte Staaten | Suprabha Beckjord -11- | 58:07:54:27                             |
| 2008  | 3100    | Finnland               | Ashprihanal Aalto -5-          | 44:02:42:15                             | Vereinigte Staaten | Suprabha Beckjord -12- | 56:17:51:22                             |
| 2009  | 3100    | Finnland               | Ashprihanal Aalto -6-          | 43:16:28:06                             | Vereinigte Staaten | Suprabha Beckjord -13- | 60:08:58:51                             |
| 2010  | 3100    | Finnland               | Ashprihanal Aalto -7-          | 46:07:37:24                             | Keine Finisherin   | —                      | —                                       |
| 2011  | 3100    | Ukraine                | Sarvagata Ukrainskyi           | 44:13:38:52                             | Österreich         | Surasa Mairer          | 53:15:54:25                             |
| 2012  | 3100    | Australien             | Grahak Cunningham              | 43:10:36:39                             | Keine Teilnehmerin | —                      | —                                       |
| 2013  | 3100    | Russland               | Vasu Duzhiy                    | 47:05:39:00                             | Österreich         | Surasa Mairer -2-      | 50:04:57:24                             |
| 2014  | 3100    | Ukraine                | Sarvagata Ukrainskyi -2-       | 44:06:58:10                             | Australien         | Sarah Barnett          | 50:03:55:08                             |
| 2015  | 3100    | Finnland               | Ashprihanal Aalto -8-          | 40:09:06:21                             | Österreich         | Surasa Mairer -3-      | 49:07:52:24                             |
| 2016  | 3100    | Ukraine                | Yuri Trostenyuk                | 46:01:10:25                             | Slowakei           | Kaneenika Janakova     | 51:07:31:07                             |
| 2017  | 3100    | Russland               | Vasu Duzhiy -2-                | 46:17:38:22                             | Slowakei           | Kaneenika Janakova -2- | 48:14:24:10                             |
| 2018  | 3100    | Russland               | Vasu Duzhiy -3-                | 44:16:03:53                             | Österreich         | Surasa Mairer -4-      | 51:12:47:37                             |
| 2019  | 3100    | Finnland               | Ashprihanal Aalto -9-          | 47:01:39:34                             | Neuseeland         | Harita Davies          | 51:09:35:20                             |
| 2020  | 3100    | Italien                | Andrea Marcato                 | 43:12:07:26                             | Keine Teilnehmerin | —                      | —                                       |
| 2021  | 3100    | Italien                | Andrea Marcato -2-             | 42:17:38:38                             | Neuseeland         | Harita Davies -2-      | 50:13:23:14                             |
| 2022  | 3100    | Italien                | Andrea Marcato -3-             | 43:03:20:17                             | Neuseeland         | Susan Marshall         | 50:16:23:53                             |